# Wirunt von Einsiedeln
Wirunt (OSB) (* 10. Jahrhundert; † 11. Februar 1026) war von 996 bis 1026 der 4. Abt des Klosters Einsiedeln.

## Leben
Wirunt soll ein Graf von Wandelburg gewesen sein. Beweise für diese Annahme gibt es allerdings nicht.
Seine Wahl zum Abt erfolgte am 27. Dezember 996. Wie bereits sein Vorgänger unterhielt Wirunt gute Beziehungen zu Kaisern und Fürsten. Neben einigen Höfen wurde dem Kloster Einsiedeln am 2. September 1018 der gesamte Finstere Wald geschenkt, eine Fläche von 229,6 km2. Aufgrund dieser Schenkung ist das Kloster Einsiedeln bis heute einer der grössten privaten Waldbesitzer der Schweiz.